# Братья Сайиды

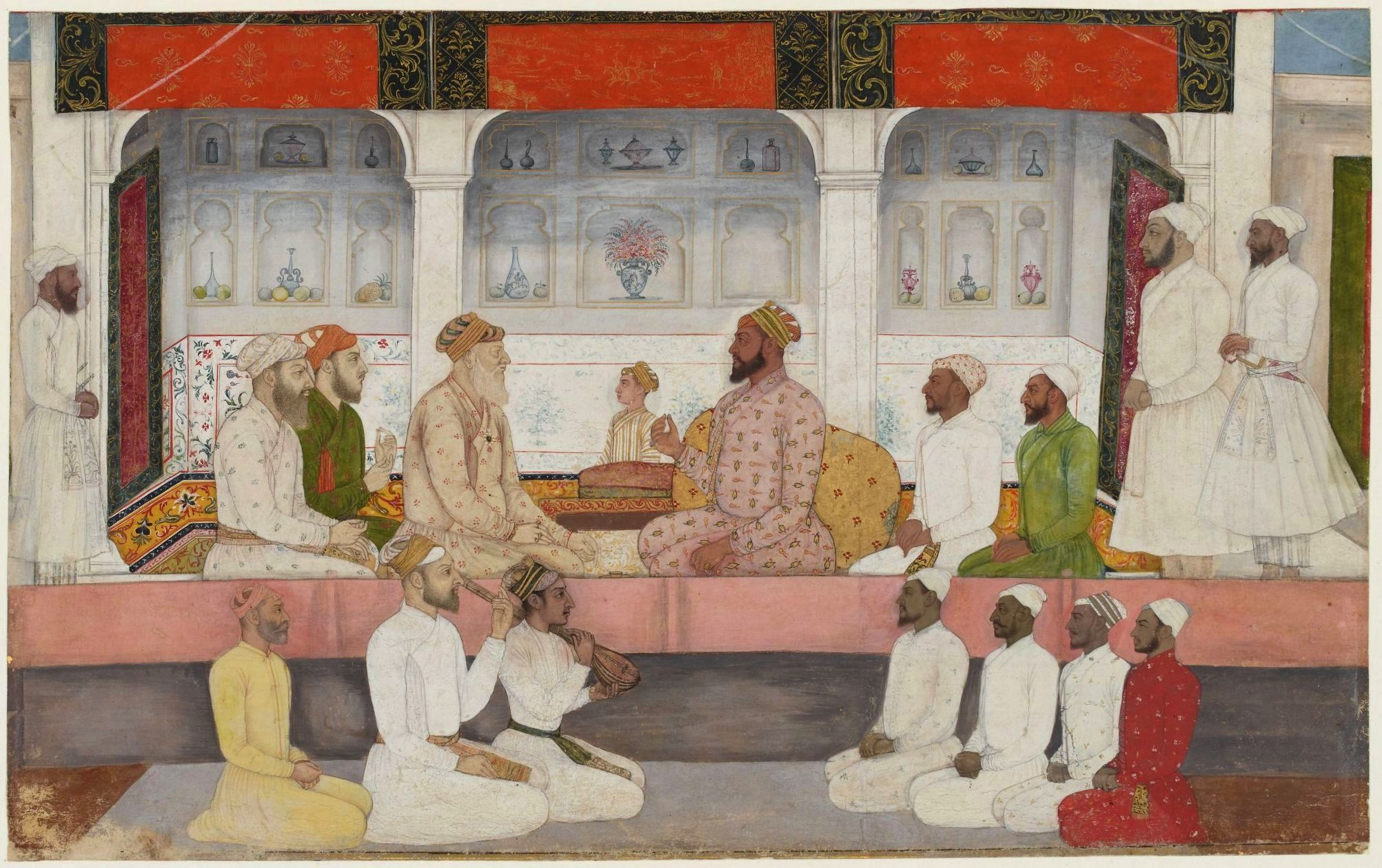
Сайид Хусейн Али Хан Барха

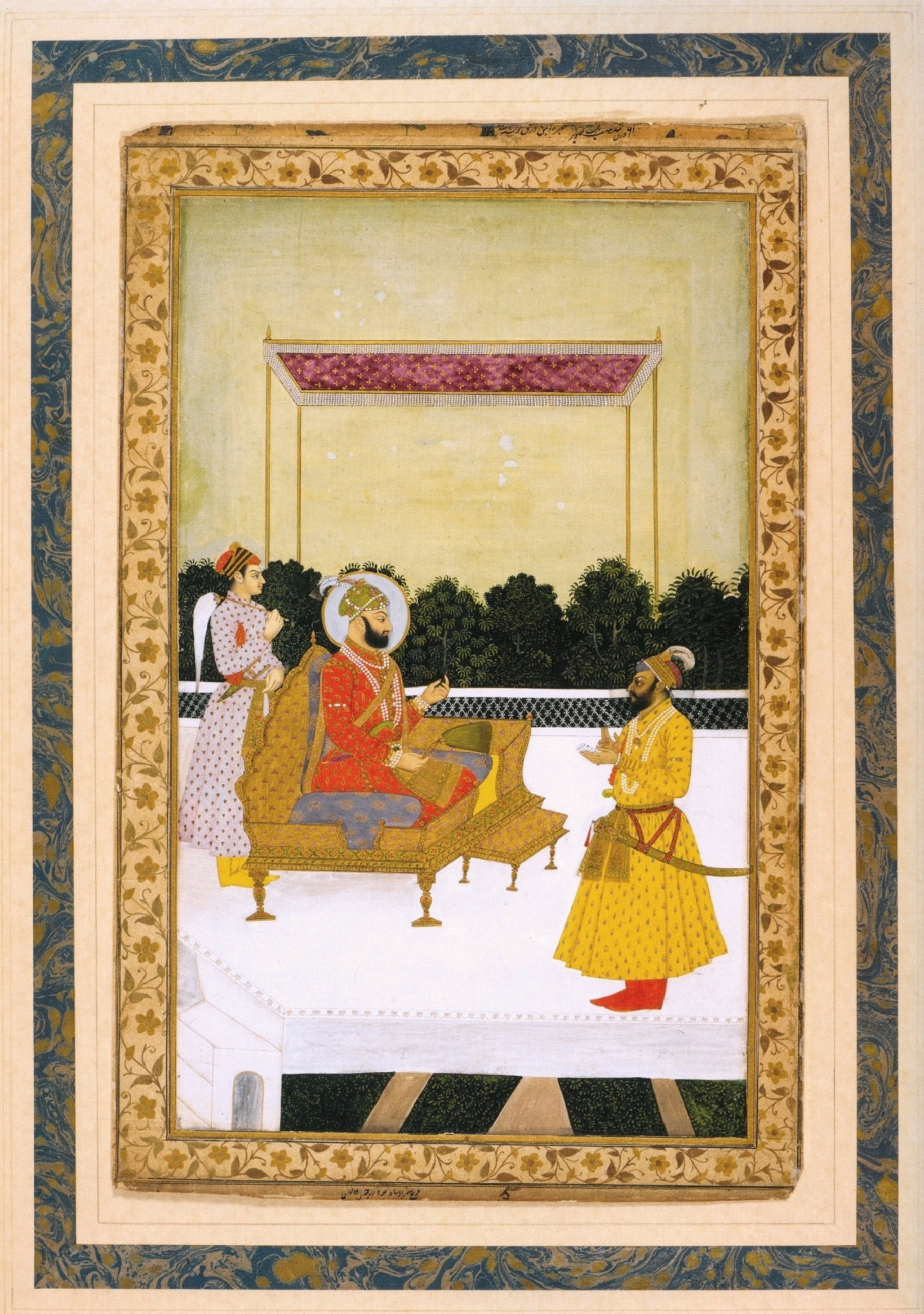
Сайид Хасан Али Хан

Братья Сайиды — Сайид Хасан Али Хан (1666—1722) и Сайид Хусейн Али Хан (1666—1720) — могущественные вельможи и временщики в империи Великих Моголов начала XVIII века.
Они утверждали, что принадлежат к семье Сайидов или потомков исламского пророка Мухаммеда через его дочь Фатиму и зятя и двоюродного брата Али, которые принадлежали к клану Бану Хашим племени Курайшитов.
Их заявление, как правило, не принимается, говорят, что они являются потомками семей, которые мигрировали из Пенджаба в восточную часть округа Музаффарнагар.
Братья Сайиды стали очень влиятельными при дворе Великих Моголов после смерти императора Аурангзеба и стали создателями королей во время анархии, последовавшей за смертью императора Аурангзеба в 1707 году . Они создавали и свергали императоров Великих Моголов по своей воле в 1710-х годах. Бахадур Шах I (1707—1712) умер в 1712 году, а его преемник Джахандар Шах (1712—1713) был убит по приказу братьев Сайидов.
В 1713 году племянник Джахандара Фаррух-Сияр (1713—1719) стал императором с помощью братьев Сайидов. Его правление ознаменовалось возвышением братьев, которые монополизировали государственную власть и низвели императора до номинального главы. Братья сговорились отправить Низам-уль-Мулька в Декан, подальше от двора Великих Моголов, чтобы уменьшить его влияние. В 1719 году братья ослепили, свергли и убили Фаррух-Сияра. Затем они договорились о том, что его двоюродный брат, Рафи уд-Дараджат, станет следующим правителем в феврале 1719 года. Когда в июне Рафи уд-Дараджат умер от болезни легких, они сделали его старшего брата, Рафи уд-Даулу (Шаха Джахана II), новым императором. После того, как Рафи уд-Даула также умер от болезни легких в сентябре 1719 года, Мухаммад-шах (1719—1748) взошел на императорский трон в возрасте семнадцати лет, а братья Сайиды были его регентами до 1720 года.
Мухаммад-шах, чтобы вернуть контроль над своим правлением, организовал убийство братьев с помощью Низам-уль-Мулька Асаф Джаха. Сайед Хусейн Али Хан был убит в Фатехпур-Сикри в 1720 году, а Сайид Хассан Али Хан Барха был смертельно отравлен в 1722 году.

## Ранние назначения братьев Сайидов

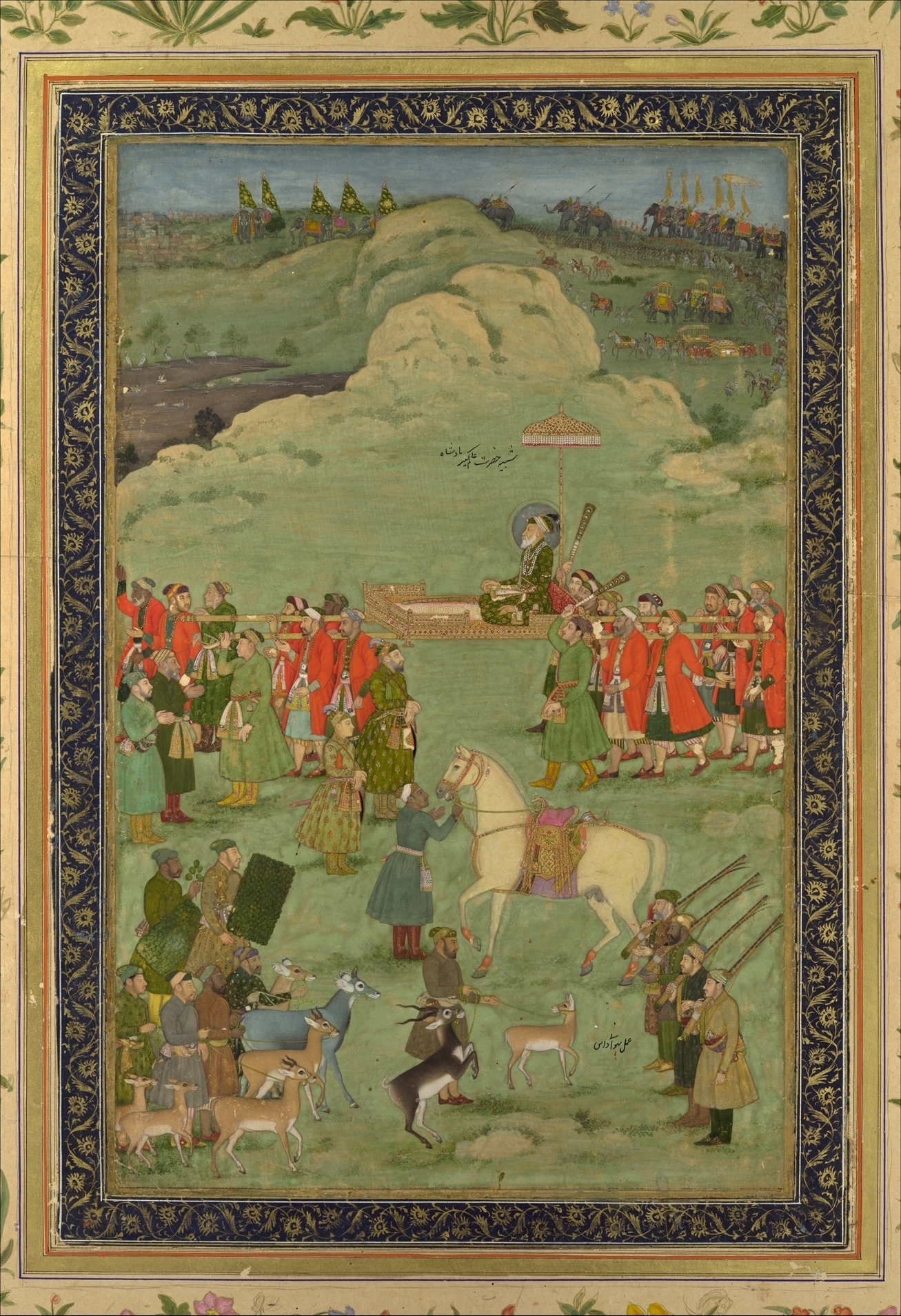
Император Великих Моголов Аурангзеб возглавляет свою последнюю экспедицию (1705).

Сайид Хассан Али Хан и Сайид Хусейн Али Хан были двумя из многочисленных сыновей Сайида Абдуллы Хана — Сайида Миана.
Во время правления императора Великих Моголов Аурангзеба в 1697 году Сайид Хасан Али Хан был фаудждаром Султанпура, Назарбара в Баглане, и был назначен субадаром Хандеша в 1698 году с целью остановить экспансию маратхов в регионе. Позже он был назначен правителем Хошангабада в Хандеше и Назарбара вместе с Талнером в Саркаре той же провинции. Впоследствии он отвечал за Аурангабад во время последней кампании императора Великих Моголов против маратхов в 1705 году и присутствовал на похоронах Аурангзеба в 1707 году.
Младший брат Хасана, Хусейн Али Хан, который, по общему признанию, был человеком гораздо большей энергии и решимости, чем его старший брат, в правление императора Великих Моголов Аурангзеба возглавлял сначала Рантамбор в Аджмере, а затем Хиндаун-Байану в Агре.
Два брата Сайиды, которые сейчас получили такую известность, были не просто выскочками, а происходили из старой военной аристократии. Помимо престижа рода Сайидов и личной известности, приобретенной их собственной доблестью, они были сыновьями Сайида Миана, которого Аурангзеб избрал первым субадаром (наместником) Биджапура в Декане, а затем субадаром Аджмера. Их отец, Сайид Абдулла хан по прозвищу Сайид Миан, вырос на службе у Рухуллы хана, Мир Бахши Аурангзеба, и, наконец, получив звание имперского мансабдара, присоединился к старшему принцу Муаззаму.

## Повышение авторитета

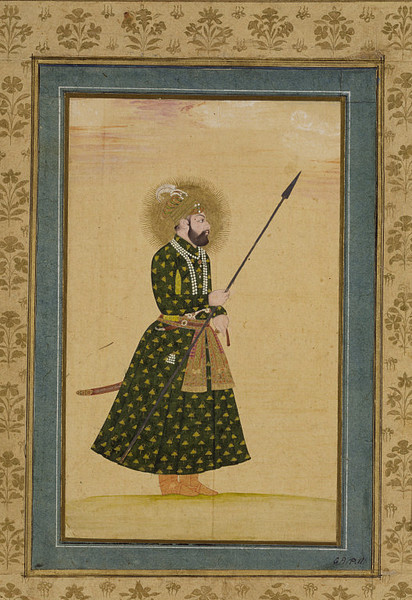
Император Великих Моголов Джахандар Шах

После того, как принц Муизз уд-Дин Джахандар-шах, старший из сыновей императора Бахадур-шаха, был назначен в 1694—1695 годах наместником провинции Мултан, Сайид Хасан Али Хан и его брат последовали за ним. В экспедиции против непокорного белуджского заминдара Сайиды придерживались мнения, что почести дня принадлежат им. Принц Муизз уд-Дин Джахандар-шах думал иначе и пожаловал своего тогдашнего администратора Ису Хана Миана. Сайиды оставили службу в Даджене и отправились в Лахор, где жили в относительной бедности, ожидая работы от Муним Хана, назима этого места. Когда умер император Аурангзеб и принц Мухаммад Муаззам Шах Алам прибыл в Лахор по пути в Агру, чтобы оспорить трон, Сайиды представили себя, и их услуги были с радостью приняты. В битве при Джаджау или Джаджуване 18 июня 1707 года они служили в авангарде и храбро сражались пешими, как это было принято у Сайидов в чрезвычайных ситуациях. Третий брат, Сайид Нур уд-Дин Али Хан, погиб в этом бою, а Сайид Хусейн Али Хан был тяжело ранен. Хотя их ранг был повышен, а старший брат получил титул своего отца Сайид Миан, ни новый император, ни его визирь не относились к ним с такой благосклонностью, какой, казалось, заслуживали их исключительные заслуги.
Двум Сайидам удалось поссориться с Ханазад-ханом, вторым сыном визиря Муним-хана, и, хотя разрыв был устранен личным визирем, нет никаких сомнений в том, что это различие помогло им остаться без работы. Говорят, что Сайид Хусейн Али Хан также оскорбил принца Муизз уд-Дина Джахандар-шаха. На следующее утро после битвы при Джаджау принц посетил их покои, чтобы выразить соболезнования в связи со смертью их брата, Сайида Нур уд-Дина Али Хана, и при этом начал восхвалять их доблесть. Сайид Хусейн Али Хан встретил эти попытки агрессивно, заявив, что то, что они сделали, было ничем, многие сделали столько же, их доблесть будет известна, когда их господин будет покинут и одинок, и сила их правой руки посадила его на трон. Принц Муизз уд-Дин Джахандар Шах был раздосадован этой речью и воздержался от каких-либо рекомендаций своему отцу в их пользу. Более того, он сделал все возможное, чтобы помешать им получить прибыльную работу, и мы читаем о том, что они были вынуждены полагаться на щедрость императора для покрытия своих дорожных расходов, которые неизбежно были большими, поскольку они находились при дворе, пока он постоянно находился в походе.
В октябре 1708 года Сайид Хасан Али хан был назначен субахом Аджмера, который в то время находился в неспокойном состоянии из-за восстания раджпутов, положения вещей, с которыми Сайид Шуджаат Али Хан, казалось, вряд ли был способен справиться. Сайид Хасан Али Хан едва успел добраться до Дели, чтобы собрать новые войска и сделать другие приготовления, когда император Бахадур-шах передумал, и Шуджаат Али Хан снова получил благосклонность и был поддержан в его правительстве. Наконец, по милости принца Азим-уш-шана Сайид Хасан Али Хан 10 января 1711 года стал наместником этого принца в провинции Аллахабад. Примерно за два года до этого (1 апреля 1708 года) тот же покровитель назначил младшего брата Сайида Хуссейна Али Хана представлять его в другом из своих правительств, в правительстве Бихара, столицей которого был Азимабад Патна.

## Кризис престолонаследия 1712 года

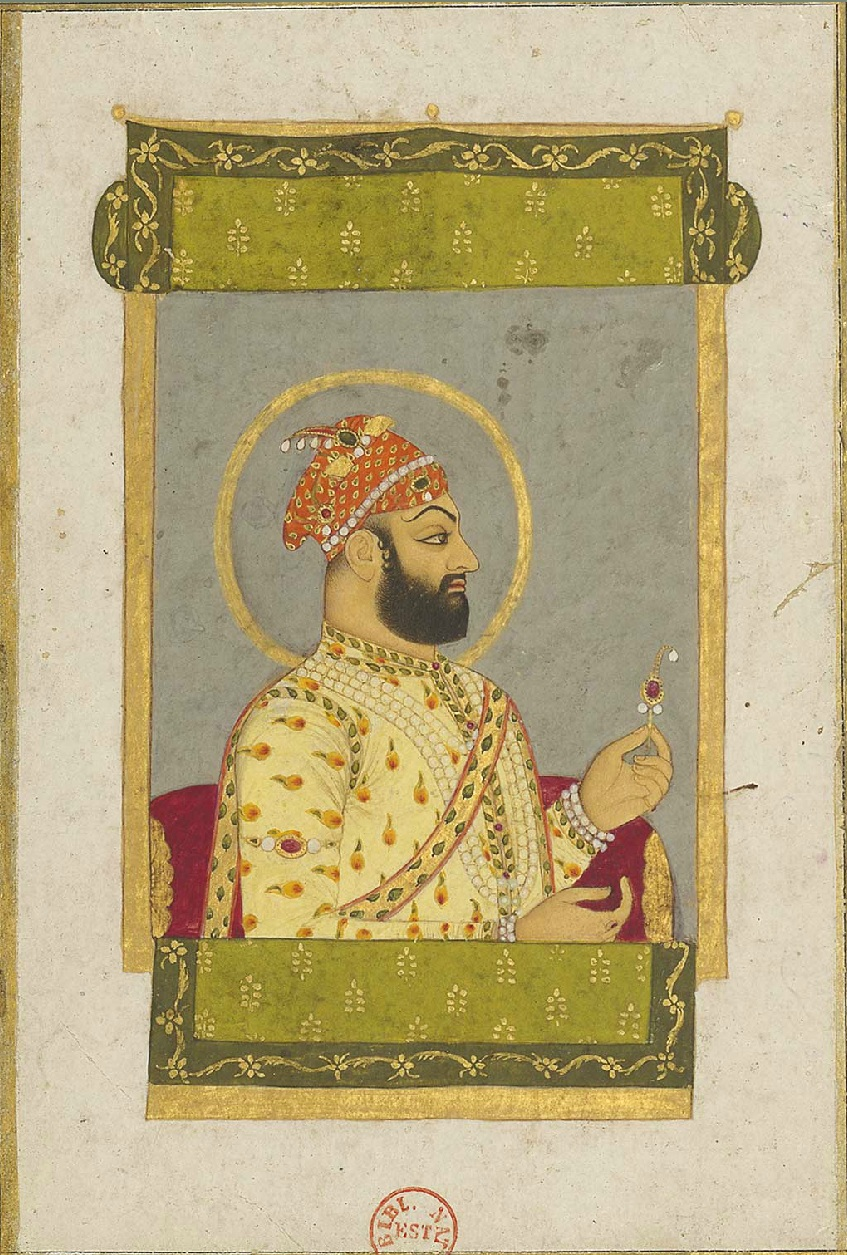
Император Великих Моголов Фаррух-Сияр

Когда принц Фаррух-Сияр впервые прибыл в Азимабад, Сайид Хусейн Али Хан был в отъезде в экспедиции, по-видимому, для отвоевания форта Рохтас в Бихаре, который примерно в это время был захвачен Мухаммедом Раза «Райат ханом». Сайиды почувствовали раздражение, услышав, что Фаррух-Сияр выпустил монету и приказал читать хутбу от имени своего отца, принца Азим-уш-шана, не дожидаясь, чтобы узнать результат предстоящего сражения в Лахоре. Таким образом, по возвращении в свою штаб-квартиру его первым побуждением было полностью отклонить предложения этого принца. По правде говоря, никакая попытка не могла выглядеть более безнадежной, чем та, в которую хотел вступить принц Фаррух-Сияр. Мать принца теперь отважилась на частный визит к матери Сайидов, взяв с собой маленькую внучку. Ее аргументы основывались на том факте, что Сайиды получили должности благодаря доброте отца принца. Этот отец, два брата и два дяди были убиты, а собственных средств принца было недостаточно для любого предприятия. Пусть Сайид Хусейн Али Хан затем выберет свой собственный курс, либо пусть он поможет принцу Фаррух-Сияру восстановить свои права и отомстить за смерть своего отца, либо пусть он закует принца в цепи и отправит его пленником к императору Джахандар Шаху. Тут мать и дочь принца обнажили головы и громко заплакали. Маленькая девочка упала к его ногам с непокрытой головой и умоляла его о помощи. Его мать сказала ему, что «каким бы ни был результат, он выиграет: в случае поражения его имя будет записано как героя до Судного дня; в случае успеха весь Индостан будет у их ног, а над ними не будет никого, кроме Императора». Наконец она воскликнула: «Если вы придерживаетесь императора Джахандар-шаха, вам придется ответить перед Великим Судьей за то, что вы отреклись от притязаний вашей матери на вас».
При этих словах Сайид Хусейн Али Хан поднял женские вуали и надел их на головы, дав обязательную клятву, что он поддержит дело принца. На следующую ночь принц Фаррух-Сияр явился в дом хана, сказав, что он пришел либо для того, чтобы его схватили и отправили к императору Джахандар шаху, либо для заключения соглашения о возвращении трона. В конце концов Сайид взял на себя обязательство сражаться от имени принца Фаррух-Сияра. Он сразу же написал своему старшему брату Сайиду Хасану Али Хану Бархе в Аллахабад, приглашая его присоединиться к той же стороне, и принцу Фаррух-Сияру обратился в фирмане, дав ему много обещаний и разрешив ему потратить сокровища Бенгалии, находившиеся тогда в Аллахабаде, на набор войск. Совершенно ясно, что в это время или вскоре после этого два главных места в Империи, визиря и Амир-уль-Умары, были официально обещаны двум братьям в качестве награды в случае успеха. Сайид Хассан Али Хан Барха, будучи смещен в Аллахабаде, уступает свое место принцу Фаррух-Сияру.
Сначала Сайид Хасан Али Хан Барха намеревался подчиниться императору Джахандар Шаху, фактическому императору, которому он посылал письма, в которых выражал свою лояльность и предлагал свои услуги. За три месяца до смерти императора Бахадур-шаха он отправился в Джаунпур, чтобы восстановить порядок. В этом он не преуспел, и жалованье его солдатам было заплачено. Эти люди подняли шум, и единственной заботой Сайида Хасана Али Хана Бархи было убежать от них и укрыться в форте Аллахабад. Он публично пообещал, что, как только он доберется до города, все деньги, находящиеся в руках его агентов, должны быть переданы войскам. Во время ответного марша пришло известие о смерти императора Бахадур-шаха. В то время как Сайид Хасан Али Хан Барха все еще ожидал благоприятного ответа на свое письмо императору Джахандар Шаху, он был удивлен, узнав, что его губернаторство было отнято у него, и что заместитель нового губернатора был на пути к вступлению во владение. Провинция была предоставлена Гардези Садаату из Маникпура, а субу Аллахабад получил некто Раджи Мухаммад Хан, получивший известность в недавнем сражении при Лахоре и благодаря приобретенной таким образом репутации, был назначен Мир Атишем или генералом артиллерии. Новый губернатор назначил своим заместителем своего родственника, некоего Сайида Абдула Гафура (потомка Сайида Садара Джахана, Садар-ус-Садура, Пиханви).
Сайид Абдул Гафур получил контингенты от одного или двух заминдаров и собрал в общей сложности от 6000 до 7000 человек. Когда он приблизился к Карра Маникпуру, Сайид Абул Хасан Хан, который был бахши Сайида Хасана Али Хана Бархи, выступил во главе 3000 человек, чтобы преградить ему путь. В битве при Сарай-Алам-Чанде 2 августа 1712 года, когда Саид Хасан Али Хан Барха одержал победу над Абул Хасан-ханом, стало ясно, что Сайиды объединились против императора ради нового претендента принца Фаррух-Сияра.
Тем временем принц Фаррух-Сияр выступил с армией вместе с Сайидом Хусейном Али Хан Барха из Патны в Аллахабад, чтобы как можно скорее присоединиться к Сайиду Хасану Али Хан Барха. Император Джахандар Шах, узнав о поражении своего генерала Сайида Абдула Гафура, послал своего собственного сына принца Аззу-уд-Дина вместе с генералами Лутфуллой ханом и Хваджей Хуссейн Ханом Даураном противостоять этой армии. Вторая битва при Хаджве произошла в округе Фатехпур, штат Уттар-Прадеш, 28 ноября 1712 года. Принц Фаррух-Сияр нанес решительное поражение принцу Аззу-уд-Дину, заставив императора Джахандара Шаха и его визиря Зульфикара хана Нусрата Джанга выйти на поле боя. В битве при Агре 10 января 1713 года принц Фаррух-Сияр одержал решающую победу и стал императором Империи Великих Моголов, сменив своего дядю Джахандар-шаха.

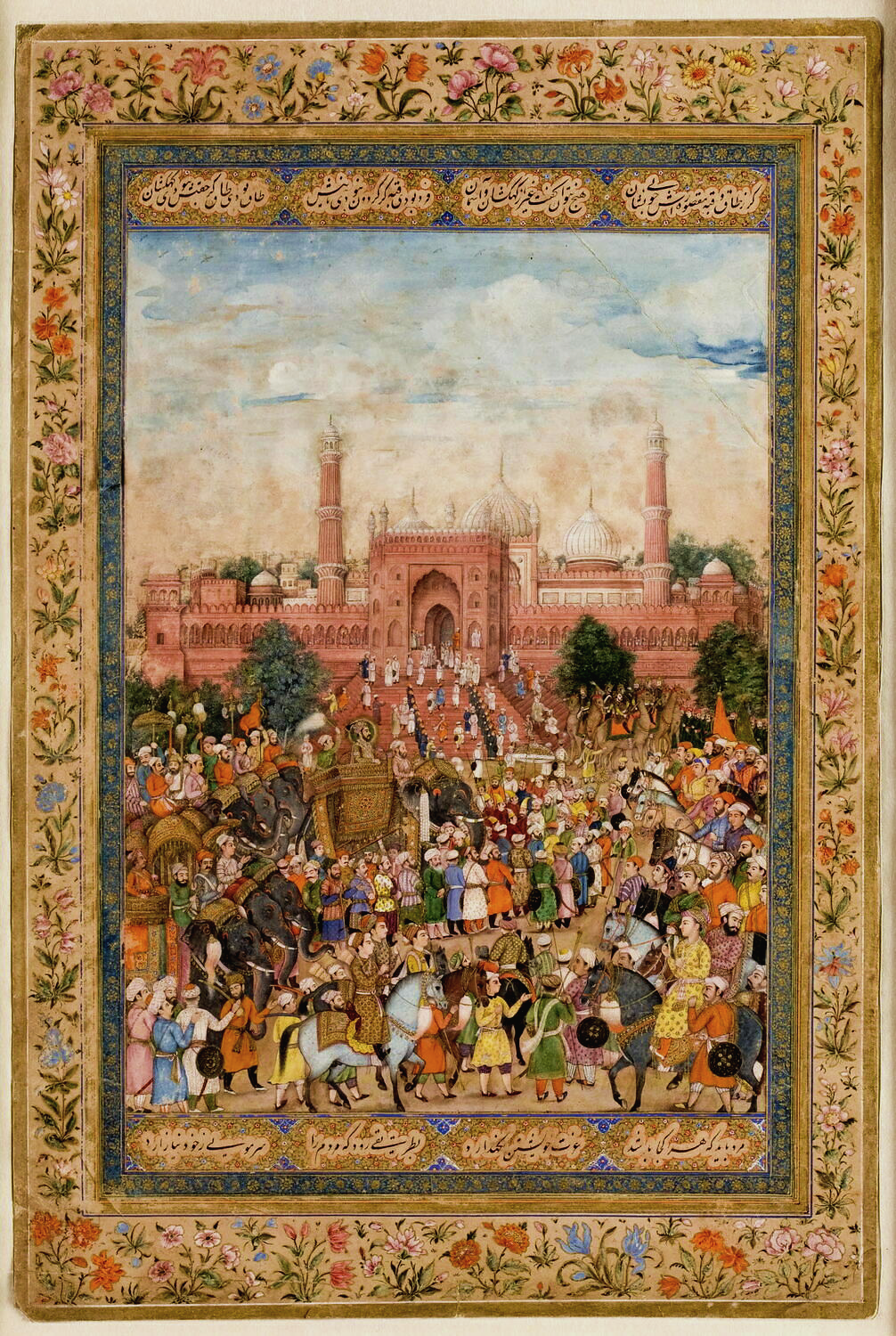
Фаррух-Сияр прибывает на пятничное собрание

## Восстание братьев Сайидов
После победы в битве при Агре в 1713 году император Фаррух-Сияр по пути из Агры в Делии по прибытии в Дели, даровал много новых назначений и новых титулов своим генералам и знати. Сайид Хасан Али Хан Барха был удостоен титулов Наваб Кутб-уль-Мульк, Ямин-уд-даула, Сайед Миан Саани, Бахадур Зафар Юнг, Сипах-салар, Яр-и-вафадар и стал визирем или первымминистром. Сайид Хусейн Али Хан был назначен первым бахши с титулами Умдат-уль-Мульк, Амир-уль-Умара, Бахадур, Фероз Юнг, Сипах Сардар.

## Раджпутанская кампания 1714 года
Раджпутские государства в течение 50 лет находились в состоянии скрытого восстания против имперской власти. Император Бахадур-шах не смог, из-за более неотложных дел, эффективно уменьшить раджпутов. Во время неразберихи, возникшей после смерти этого монарха, раджа Джодхпура Аджит Сингх, запретив мусульманам забивать коров для еды и услышав призыв к молитве из мечети Аламгири, помимо изгнания имперских офицеров из Джодхпура и разрушения их домов, вторгся на имперскую территорию и овладел Аджмером. В начале правления императора Фаррух-Сияра во время правления было решено положить конец этому посягательству раджи Джодхпура; и поскольку ответы раджи на императорские приказы не были удовлетворительными, необходимо было выступить против него.
Сайид Хусейн Али Хан покинул Дели 6 января 1714 года. После короткой кампании Рагхунатх, мунши на службе у махараджи Аджита Сингха из Джодхпура, прибыл для переговоров о мире. Таким образом, Сайид Хусейн Али Хан продвинулся к Маирте, где он остановился, пока не были согласованы условия мира. Условия заключались в том, что раджа должен был выдать одну из своих дочерей замуж за императора, а сын раджи, Абхай Сингх, должен сопровождать Хуссейна Али хана ко двору, и что раджа лично должен присутствовать при вызове. Зафар Хан Рошан уд-Даула прибыл ко двору 18 мая 1714 года с новостями.

## Придворные группировки
Моголы были тюрко-монгольского происхождения и следовали индийской культуре с влиянием Центральной Азии . Влияние индийской культуры было чрезвычайно выраженным, поскольку Моголы последовательно вступали в брак с индуистскими раджпутскими династиями Индийского субконтинента и стали индианизированными, а все императоры Великих Моголов после Акбара и включая его имели жен индуистских раджпутов высокой касты, и в большинстве случаев, матерей, включая Джахангира и Шах-Джахана. При дворе Великих Моголов было две фракции; фракция Великих Моголов состояла из тех, чье происхождение было тюрко-монгольским и индоарийским и фракция мусульман Хиндустани, которые в основном были обращенными из низших каст, объединились с афганскими придворными, Хан-и-Дауран и Сайидами Барха. Тюрко-монгольская/индоарийская фракция считала себя отдельной и считала индийских мусульман противоположными им. Между этими двумя группами шла постоянная борьба за контроль над властью и авторитетом. При дворе Великих Моголов также присутствовало значительное количество турок и иранцев, и многие из принцесс и жен Великих Моголов, которые были частью большого королевского гарема Великих Моголов, были персидскими или турецкими происхождение. Иностранная знать различного происхождения, как класс, противостояла коренным мусульманским и афганским членам партии Хиндустани, и как колонизаторы были заинтересованы в том, чтобы индийские мусульмане не отождествляли себя с другими индейцами низшей касты, исповедующими различные вероисповедания, чтобы то же самое не разоблачило и не изолировало фракцию Моголов.

## Битва знати

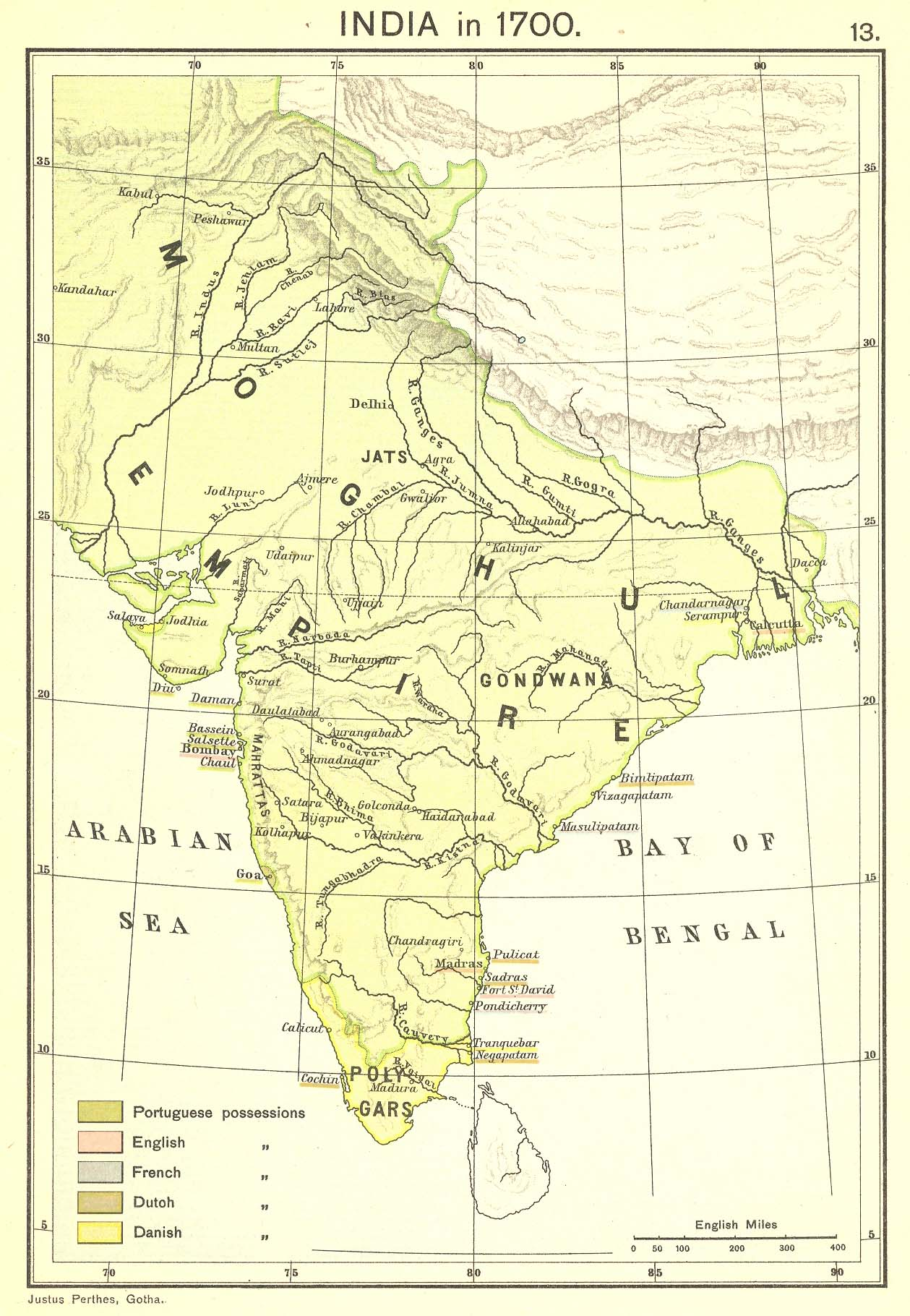
Братья Сайиды полностью ослабили власть империи Великих Моголов, пока их окончательно не свергли Мухаммад-шах и Низам-уль-Мульк.

Во время отсутствия Сайида Хуссейна Али хана Убайдулла хан, более известный как Мир Джумла III, становился все более и более могущественным. Могольский император Фаррух-Сияр передал свою печать этому фавориту, и часто было слышно, как он открыто говорил:
«Слово и печать Мир Джумлы — это слово и печать Фаррух-Сияра»
Со своей стороны, Сайид Хассан Али Хан Барха был погружен в удовольствия и почти не находил свободного времени, чтобы заниматься государственными делами. Также, будучи солдатом, который вступил в должность без особой подготовки к гражданским делам, он не был очень компетентен в вопросах управления, к которым, кроме того, у него не было природного дара.
Все было оставлено его деловому человеку, Ратану Чанду, индусу из касты Бания и уроженцу деревни недалеко от дома Сайидов в Джансате. Недавно он был назначен раджой с рангом 2000 зат. Раджа Ратан Чанд (1665—1720) стал диваном могольского императора Фаррух-Сияра в 1712 году, который дал ему титул раджи. Его стали считать очень эффективным администратором. Братья Сайиды с Раджой Ратаном Чандом в качестве команды были Создателями королей. Раджа Ратан Чанд олицетворял мудрость в команде, а братья Сайиды олицетворяли доблесть .
Раджа Ратан Чанд был реальной силой, стоявшей за командой делателей королей. Он был связан с братьями Сайидами был главным мозгом команды делателей королей. Абдулла доверил ему финансовые дела государства. Ему даже было поручено назначение казиса. Налог Джазия, взимаемый с немусульман, был отменен благодаря его усилиям. Его влияние вызывало недовольство у некоторых мусульманских аристократов. Он оказался вовлеченным в придворные интриги.
Благодаря независимым действиям Мир Джумлы по выдвижению кандидатов и проставлению печати на их ордерах на назначение, без соблюдения обычной процедуры прохождения их через офис визиря, вознаграждение как Сайида Хасана Али Хана Бархи, так и его старшего офицера было значительно сокращено. Поэтому неудивительно, что Сайид Хассан Али Хан Барха был огорчен необычными полномочиями, предоставленными в руки такого соперника, как Мир Джумла. Этот дворянин был гораздо более доступным, чем визирь, и не поддавался грабительским уловкам Ратана Чанда. Естественно, придворные в поисках работы или продвижения по службе искали его аудиторию, а не Сайида Хассана Али Хан Барха.
Таким образом, визирь пострадал как во влиянии, так и в доходах. Более того, Мир Джумла не допускал ни одной возможности пройти, не обесценив братьев Сайидов, и приводил всевозможные аргументы, чтобы доказать, что они не подходят для должностей, которые они занимали.
Братья Сайиды никогда не могли быть уверены, что не замышляется какой-нибудь новый заговор с целью их уничтожения. Кампания в Раджпутане была средством разоблачения одной из этих схем. Махарадже Аджиту Сингху были отправлены секретные письма, призывавшие его к решительному сопротивлению и приглашавшие его, если он сможет, покончить с Сайидом Хусейном Али Хан Бархой. Эти письма попали во владение Хусейна Али хана, и с их помощью он получил доказательства двуличия императора Фаррух-Сияра. В период отсутствия Хусейна Али хана Сайида Хассан Али Хан Барха столкнулся с величайшими трудностями в сохранении своего положения при дворе. Вся власть была в руках Мир Джумлы. Каждый день приходили послания от императора Фаррух-Сияра, составленные в различных формах, но все они призывали его уйти в отставку с поста визиря. Сайид Хассан Али Хан Барха написал письма своему брату, в которых просил его как можно скорее вернуться в Дели. В ответ на эти призывы Сайид Хусейн Али хан, как мы видели, снова прибыл в столицу 16 июля 1714 года.
В течение следующих двух или трех месяцев разрыв между императором и министром, хотя и был далек от завершения, ощутимо не расширился. Сайиды, что было естественно, смотрели на восшествие на престол Фаррух-Сияра как на дело своих рук и возмущались предоставлением какой-либо доли власти другим лицам. С другой стороны, небольшая группа близких друзей Фаррух-Сияра, людей, которые знали его с детства и были с ним в самых близких отношениях, были огорчены тем, что их лишили доли в добыче. Двумя людьми, выбранными для противостояния Сайидам, были Ходжа Асим Хан Дауран и Мир Джумла III. Они оба были повышены в звании до 7000 всадников: первый был поставлен во главе 5000 Вала-шахи, а второй — 5000 могольских воинов. Многие из их родственников были выдвинуты на высокие посты, и, считая силы этих людей, каждый из двух дворян имел под своим командованием более десяти тысяч человек. Одним из признаков этого фаворитизма был приказ, принятый 2 сентября 1713 года, разрешающий Мир Джумле развлекать 6000 всадников, которым должны были специально платить из императорской казны. Они были воспитаны Аманат ханом, его приемным сыном, из тех моголов, которые родились в Индии, и около семидесяти лакхов рупий для их оплаты были выплачены из казны, правила относительно описательных списков людей и клеймения лошадей были отменены. Ни один приказ Фаррух-Сияра не издавался без совета и одобрения вышеупомянутых двух человек.
В этом проявлении власти Мир Джумла взял на себя инициативу, пока, наконец, Сайид Хасан Али Хан Барха не стал только номинальным, в то время как он был настоящим визирем. Два Сайида на время подчинились воле императора и не выступили против этой узурпации.
Мир Джумла и Хан Дауран хорошо поговорили, но уклонились от обсуждения сути вопроса. Мир Джумла, не обладая реальной силой характера, знал, что он не подходит для участия в ристалище в качестве чемпиона для борьбы с Сайидами. Поэтому он придумал оправдания и отошел в сторону. Хан Дауран на самом деле был просто хвастуном, большим болтуном; и он боялся, что если его когда-нибудь призовут взять на себя руководство, он может потерять свою жизнь в попытке уничтожить Сайидов.
Что касается императора, его собственные войска и сил его родственников, они были не в состоянии напасть на Сайидов. В императорской армии и войсках Вала-шахи было много людей из низших каст, а командовали ими простые ремесленники. У императора не было доказательств их боевых качеств. Поэтому было решено еще раз возобновить дружеские отношения с братьями Сайидами. В конце концов Ислам Хан V договорился об урегулировании, в результате чего Мир Джумла был отстранен от должности в Дели и отправлен в Бихар.

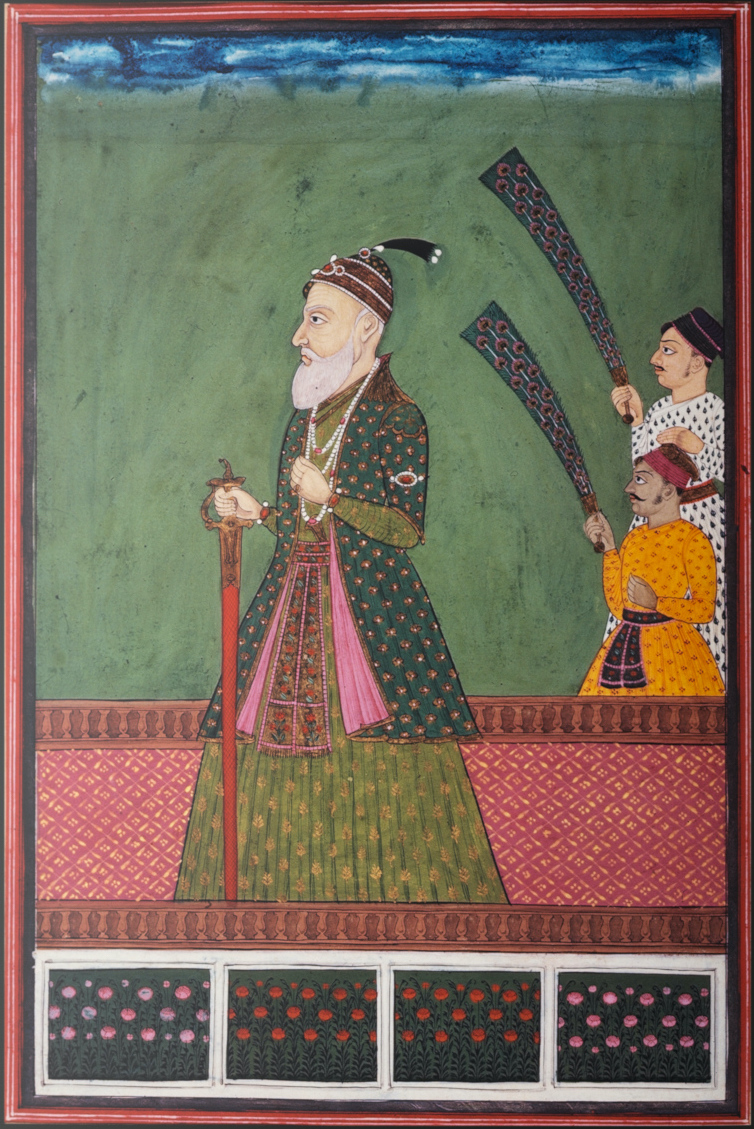
Низам-уль-Мульк был назначен великим визирем императором Великих Моголов Мухаммад-шахом 21 февраля 1722 года, чтобы свергнуть братьев Сайидов.

Поскольку Сайид Хусейн Али Хан не явился ко двору, пока Мир Джумла не уехал, последний получил аудиенцию об увольнении 16 декабря 1714 года. Четыре дня спустя, 20 декабря 1714 года, Хусейн Али Хан вошел во дворец со своими людьми, соблюдая те же меры предосторожности, что и в случае с Сайидом Хассаном Али Ханом Барха. Император и Мир Бахши обменялись комплиментами, под которыми легко угадывались их истинные чувства. За несколько месяцев до этого Хуссейн Али хан получил в свою пользу пожалование провинций Декана, наместником которого был Низам-уль-Мульк Чин Килич хана (Мир Камар уд-Дин). В то время он не собирался лично отправляться туда, а намеревался осуществлять управление страной через своего заместителя Дауда Хана Панни.

## Конец братьев Сайидов
Братья Сайиды, ставшие единственным авторитетом в политике Великих Моголов, понизили статус тюркской и иранской знати при дворе Великих Моголов. Это возбудило зависть этих дворян, которые пользовались высоким статусом при императоре Фаррух-Сияре. В результате они организовали переворот против братьев Сайидов.
Лидером заговора был Низам-уль-Мульк. Чтобы подавить заговор, братья Сайиды сместили Низам-уль-мулька из Дели. Низам был назначен субадаром Малвы. В свое время Низам захватил форты Асиргарх и Бурханпур в Декане. Кроме того, Низам также убил Мир Алама Али Хана, приемного сына Сайида Хуссейна Али Хана, который был заместителем субадара Декана.
Тем временем в Дели был разработан заговор против братьев Сайидов. Низам-уль-Мульк в конечном итоге убил Сайида Хусейна Али хана 9 октября 1720 года. Сайид Хасан Али Хан Барха с большой армией отправился мстить за убийство своего брата. Но Сайид Хасан Али Хан Барха потерпел поражение при Хасанпуре близ Палвала (Харьяна) 15—16 ноября того же года, а позже он был отравлен, и смерть наступила 12 октября 1722 года.